# Route nationale 26
Die Route nationale 26, kurz N 26 oder RN 26, war eine französische Nationalstraße.
Die Straße verlief von 1824 bis 1973 zwischen der N13bis westlich von Yvetot und Fécamp. Ihre Geschichte reicht bis zur Route Impériale 29 zurück, die eine Länge von 29 Kilometern aufwies. Mit der Herabstufung der Originalstrecke 1973 wurde 1978 die Nummer dem Teilstück der N 24bis zwischen Verneuil-sur-Avre und Argentan vergeben:
- N 24bis Verneuil-sur-Avre - Argentan

Dieses Teilstück wurde 2006 zu einer Route départementale herabgestuft und trägt seitdem die Nummer D 926. Seitdem gibt es in Frankreich keine Nationalstraße mit der Nummer 26 mehr.